# Metamizolo
Il metamizolo (precisamente metamizolo sodico o dipirone monoidrato) è un farmaco analgesico non steroideo. Il più noto nome commerciale è Novalgina (prodotto da Sanofi). Viene utilizzato come antipiretico e antidolorifico contro cefalee, febbre, dolori dentari, dolori mestruali e altri.
Il dipirone è comunemente usato in Italia, Spagna, Giappone e altri paesi, mentre è stato ritirato dal mercato negli USA, e nel Regno Unito non è mai stato registrato in quanto in questi paesi si è ritenuto che il profilo rischio-beneficio non ne giustificasse l'uso.

## Meccanismo d'azione
Studi clinici hanno dimostrato che l'attività antipiretica del dipirone è nettamente superiore al paracetamolo nonché all'ibuprofene. Il farmaco riesce anche a mantenere la temperatura corporea bassa più a lungo rispetto all'ibuprofene e al paracetamolo. Sembra che il meccanismo principale non sia l'inibizione della cicloossigenasi II, ma dell'isoforma III recentemente scoperta a livello cerebrale, che medierebbe il dolore e la febbre di origine centrale. Tuttavia la sua assunzione comporta certi rischi; nello specifico l'assunzione di metamizolo sodico comporta un aumento del rischio di sviluppare agranulocitosi.
Il metamizolo può provocare anche ipotensione. Questo effetto collaterale è stato spiegato con la scoperta che questo farmaco apre i canali del potassio ATP-dipendenti, che aperti inducono il deflusso di potassio e vengono chiusi dal legame con l'ATP. Questi canali sono tipici del pancreas in cui regolano, tramite il contenuto energetico della cellula rappresentato dall'alto contenuto di glucosio e quindi dell'ATP, la depolarizzazione della membrana cellulare l'apertura dei canali del calcio con conseguente fuoriuscita di insulina immobilizzata da granuli intracellulari. Tuttavia i canali del potassio ATP-dipendenti si trovano anche a livello della muscolatura liscia dei vasi: il Metamizolo forza la loro apertura e questo genera una ripolarizzazione della cellula, quindi i canali voltaggio dipendenti del calcio (VOCC) non possono aprirsi ed il basso contenuto di calcio non riesce ad indurre una contrazione fra actina e miosina. Il risultato sarà una più pronunciata vasodilatazione con conseguente ipotensione. Con questo stesso meccanismo si spiega anche la sua capacità di rilasciare la muscolatura bronchiale.

## Effetti collaterali
Il metamizolo ha un potenziale di tossicità correlata al sangue (discrasie ematiche), ma provoca meno tossicità renale, cardiovascolare e gastrointestinale rispetto ai farmaci antinfiammatori non steroidei (FANS). Come i FANS, può scatenare broncospasmo o anafilassi, specialmente nei soggetti affetti da asma.
Gravi effetti collaterali includono agranulocitosi, anemia aplastica, reazioni di ipersensibilità (come anafilassi e broncospasmo), necrolisi epidermica tossica e può provocare attacchi acuti di porfiria, in quanto chimicamente correlata ai sulfamidici. Il rischio relativo di agranulocitosi sembra variare notevolmente in base al paese delle stime su detto tasso e l'opinione sul rischio è fortemente divisa. La genetica può svolgere un ruolo significativo nella sensibilità al metamizolo. Si suggerisce che alcune popolazioni siano più inclini a soffrire di agranulocitosi indotta dal metamizolo rispetto ad altre. Ad esempio, l'agranulocitosi correlata al metamizolo sembra essere un effetto avverso più frequente nella popolazione britannica rispetto agli spagnoli.
Secondo una revisione sistematica del 2016, il metamizolo ha aumentato significativamente il rischio di sanguinamento del tratto gastrointestinale superiore di un fattore compreso tra 1,4 e 2,7 (rischio relativo)

### Controindicazioni
Ipersensibilità precedente (come agranulocitosi o anafilassi) al metamizolo o ad uno qualsiasi degli eccipienti (es. Lattosio) nella preparazione utilizzata, porfiria acuta, ematopoiesi compromessa (come dovuta al trattamento con agenti chemioterapici), terzo trimestre di gravidanza (potenziali effetti avversi nel neonato), allattamento, bambini con peso corporeo inferiore a 16 kg, storia di asma indotta da aspirina e altre reazioni di ipersensibilità agli analgesici.

### Overdose
È considerato abbastanza sicuro in caso di sovradosaggio, ma in questi casi sono generalmente consigliate misure di supporto e misure per limitare l'assorbimento (come carbone attivo) e accelerare l'escrezione (come l'emodialisi).

## Farmacologia
Il suo preciso meccanismo d'azione è sconosciuto, anche se si ritiene che potrebbe essere coinvolta la sintesi di inibizione delle prostaglandine del cervello e del midollo spinale (molecole simili a grassi che sono coinvolte nell'infiammazione, nel dolore e nella febbre). Recentemente, i ricercatori hanno scoperto un altro potenziale meccanismo che prevede che il metamizolo sia un profarmaco. In questa proposta, non ancora verificata da altri ricercatori, il metamizolo stesso si scompone in altre sostanze chimiche che sono gli agenti attivi reali. Il risultato è una coppia di coniugati cannabinoidi e acido arachidonico FANS (anche se non nel rigoroso significato chimico della parola) dei prodotti di decomposizione del metamizolo. Nonostante ciò, studi condotti su animali hanno scoperto che il recettore dei cannabinoidi CB1 non è coinvolto nell'analgesia indotta dal metamizolo. Sebbene sembri inibire le febbri causate dalle prostaglandine, in particolare le prostaglandine E2, il metamizolo sembra produrre i suoi effetti terapeutici per mezzo dei suoi metaboliti, in particolare N-metil-4-aminoantipirina (MAA) e 4-amminoantipirina (AA).

## Storia
Ludwig Knorr era uno studente di Emil Fischer che vinse il premio Nobel per il suo lavoro su purine e zuccheri, che includeva la scoperta della fenilidrazina. Nel 1880, Knorr stava cercando di ottenere derivati del chinino dalla fenilidrazina, e invece fece un derivato del pirazolo, che dopo una metilazione, trasformò in fenazone, chiamato anche antipirina, che è stato denominato la madre di tutti i moderni analgesici antipiretici.  Le vendite di quel farmaco esplose e nel 1890 i chimici della Teerfarbenfabrik Meister, Lucius & Co. (un precursore della Hoechst AG che ora è Sanofi), fecero un altro derivato chiamato piramidon che era tre volte più attivo dell'antipirina.
Nel 1893, un derivato dell'antipirina, l'aminopirina, fu prodotto da Friedrich Stolz a Hoechst.Ancora più tardi, i chimici di Hoechst produssero un derivato, melubrina (sodio antipirina amminometansolfonato), che fu introdotto nel 1913, e ancora più tardi il metamizolo è stato sintetizzato; Il metamizolo è un derivato metilico della melubrina ed è anche un profarmaco più solubile del pyramidon.  Il metamizolo fu commercializzato per la prima volta in Germania come "Novalgin" nel 1922.